# Корхов Іван Петрович
Іва́н Петро́вич Корхов (3 січня (15 січня) 1888, с. Гути, Богодухівський район Харківська область — 1 червня 1948, Одеса) — лікар-хірург. Батько Сергія, брат Андрія та Павла Корхових. Доктор медицини (1921), професор (1930).
Закінчив медичний факультет Харківського університету (1912), де працював від 1913 (згодом медичний інститут); від 1922 — приват-доцент кафедри факультету хірургії. 1930—1941 — завідувач кафедри шпитальної хірургії Київського медичного інституту; під час Другої світової війни очолював кафедру загальної хірургії Військово-медичної академії та кафедру шпитальної хірургії Медичного інституту в м. Куйбишеві; 1945—1948 — завідувач кафедри шпитальної хірургії Одеського медичного інституту. Брав участь в організації Українського рентґен-онкологічного інституту в Харкові та інших науково-дослідних установ.
Помер в Одесі 1 червня 1948 року, похований на Другому християнскому кладовищі.
Наукові дослідження з рентгенотерапії, грязелікування, питань лікування інфікованих ран, переливання крові, ролі інтрамурал. симпатич. гангліїв в етіопатогенезі виразкової хвороби.